# 求婚事務所
『求婚事務所〜Say Yes Enterprise〜』は台湾のテレビドラマ。
2004年に中華民国台湾・台湾電視公司で放送された。日本では2005年にムービープラスが全7章を、2006年にBS日テレが第1章のみ放送。

## キャスト
| 役名                            | 俳優名                           | 登場章 |
| ------------------------------- | -------------------------------- | ------ |
| 宋振凱 （ソン・ジェンガイ）     | 呉建豪 （ヴァネス・ウー、F4）    | 第1章  |
| 林安安 （リン・アンアン）       | Hebe （ヒビ、S.H.E）             | 第1章  |
| 小虹 （シャオホン）             | 徐熙娣 （シュー・シーディ、小S） | 第2章  |
| 阿杰 （アージエ）               | 伍佰 （ウー・バイ）              | 第2章  |
| 小鳥 （シャオニャオ）           | 徐熙媛 （バービィー・スー、大S） | 第3章  |
| 樹 （シュー）                   | 藍正龍 （ラン・ジェンロン）      | 第3章  |
| 小武 （シャオウー）             | 李威 （リー・ウェイ）            | 第4章  |
| 小陽 （シャオヤン）             | 賀軍翔 （マイク・ハー）          | 第4章  |
| Joy （ジョイ）                  | 葉童 （セシリア・イップ）        | 第4章  |
| 鎮宇 （ジェン・ユー）           | 張國柱 （チャン・クォチュー）    | 第5章  |
| 莉芝 （リー・ジー）             | 潘儀君 （ジョイ・パン）          | 第5章  |
| 艾玲 （アイリン）               | 陸明君 （ルー・ミンジュン）      | 第6章  |
| 李一龍 （リー・イーロン）       | 鈕承澤 （ニウ・チェンザー）      | 第6章  |
| 唐冠軍 （タン・グアンチュン）   | 唐治平 （タン・チーピン）        | 第7章  |
| 黄小琦 （ホワン・シャオチー）   | 銭韋杉 （ウイニィー・チェン）    | 第7章  |
| 李一珮 （リー・イーペイ）       | 李康宜 （リー・カンイ）          | 第7章  |
| 黄小俊 （ホワン・シャオチュン） | 李紹祥 （リー・シャオシャン）    | 第7章  |

## エピソード・サブタイトル
全7章
| 各章  | サブタイトル                                                 | 話数  |
| ----- | ------------------------------------------------------------ | ----- |
| 第1章 | 麻雀戀鳳凰 〜プリティウーマン （Pretty Woman）               | 全6話 |
| 第2章 | 戀戀風塵 （Dust in the Wind）                                | 全6話 |
| 第3章 | 情書 〜ラブレター （Love Letter）                            | 全6話 |
| 第4章 | 畢業生 〜卒業 （The Graduate）                               | 全6話 |
| 第5章 | 致命的吸引力 〜危険な情事 （Fatal Attraction）               | 全6話 |
| 第6章 | 克拉瑪對克拉瑪 〜クレイマークレイマー （Kramer vs. Kramer）  | 全5話 |
| 第7章 | 你是我今生的新娘 〜フォーウェディング （Will You Marry Me?） | 全5話 |

## スタッフ
- 監督 - 鈕承澤（ニウ・チェンザー）

## 主題歌
オープニングテーマ
- 『拼了』

歌 - 柯有倫（現：柯有綸　アラン・コー）

## ソフトウェア

### 書籍
単行本
- 「求婚事務所〜Say Yes Enterprise〜」（竹書房 2006年04月27日） ISBN 978-4812427194

### DVD
- 「求婚事務所 DVD-BOX 1」（2006年4月7日）
- 「求婚事務所 DVD-BOX 2」（2006年5月3日）